# Extra point

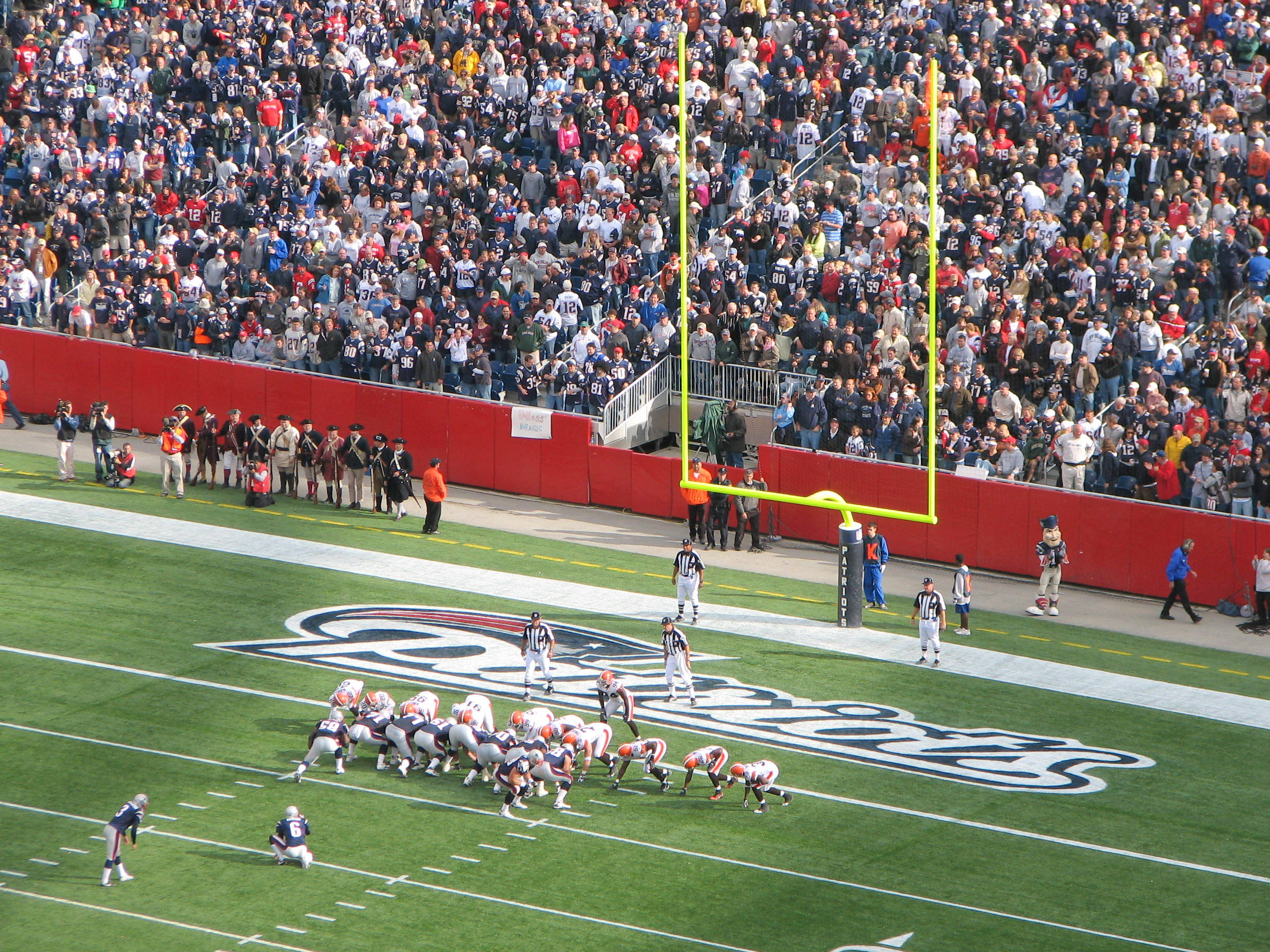
Équipe sur le point de botter une transformation

Marquer un touchdown (touché au Canada)  donne droit : soit à botter une transformation  (extra point en anglais) qui rapporte un point (faite au pied), soit à une conversion qui consiste à atteindre de nouveau la end zone, soit par la passe ou à la course: si elle est réussie, rapporte deux points. Cette méthode est assez rare car beaucoup plus difficile, mais utile quand il faut revenir au score rapidement.